# 黑雷茨里德
黑雷茨里德是德国巴伐利亚州的一个市镇。总面积17.31平方公里，总人口988人，其中男性495人，女性493人（2011年12月31日），人口密度57人/平方公里。